# Grimsås Missionsförsamling
Grimsås Missionsförsamling är en kristen församling grundad 11 oktober 2009 i Grimsås, Tranemo kommun. Församlingen är en del av trossamfundet Equmeniakyrkan.
Grimsås Missionsförsamlings nuvarande kyrkobyggnad uppfördes 1974 tack vare pengar man fick genom försäljning av den förra kyrkan som låg på nuvarande Nexan IKO kabels stora parkeringsplats, samt med stöd av pionjärpengar från Svenska Missionskyrkan. Drivande i projektet var Hestra Missionsförsamling med den dåvarande ordföranden Gustav Halldeberg i spetsen. 
Den dåvarande missionsförsamlingen i Grimsås lades ner omkring 1968 och uppgick i Hestra Missionsförsamling. Därefter bedrevs barn- och ungdomsarbete genom Hestra och Grimsås SMU. 
2006 anställdes pionjärpastor Anders Westman som fick uppdraget att grunda en ny församling vilket blev verklighet genom beslut i församlingsmöte den 9 oktober 2009 samt bekräftat i en högtidlig gudstjänst den 11 oktober 2010.
Verksamheter är Alphakurs samt dess fortsättning Beta-, Gamma-, Delta- och Epsilonkurser samt Zetakurs hösten 2010. Kurserna bygger på Alphakonceptet som är ekumeniskt och finns i de allra flesta kristna kyrkor - men har vidareutvecklats för att passa den lokala situationen. Andra verksamheter är gudstjänster, scout-, tonårs- och caféverksamhet, Minns du sången samt bönedagar med mera.
Församlingen vinnlägger sig om gott samarbete med Svenska kyrkan och firar bland annat en del gudstjänster tillsammans.
Från och med 1 september 2010 hyr församlingen in sig i Grimsås kyrka, Svenska kyrkan och prövar detta under ett års tid. Under tiden ligger Grimsås Missionskyrka vilande. 